# James Macpherson
James Macpherson, född 27 oktober 1736, död 17 februari 1796, var en skotsk författare som skrev bland annat Ossians sånger.

## Biografi
Macpherson under studietiden i Aberdeen och Edinburgh och senare som skollärare i sin hembygd Ruthven i Inverness skrev Macpherson en del vers, bland annat The Highlander (1758), dock utan att vinna framgång. En i rytmisk prosa utförd "översättning" av en gaelisk ballad väckte dock intresse, och han uppmanades att skaffa mer av samma slag. Han utgav då Ancient poetry collected in the Highlands of Scotland and translated for the Gaelic or Erse language 1760, 15 elegiskt sentimentala dikter på rytmisk prosa med ämnen ur den gaeliska Finncykeln. Boken gick redan samma år ut i nya upplagor, och pengar insamlades för att sätta Macpherson i stånd att i Högländerna uppsöka de längre epos, som han menade ännu levde kvar där. På den samlingsresa Macpherson då företog, förvärvade han också några manuskript, som han fick översatta för sig av gaeliskkunniga personer, då han själv inte kunde språket. 1761 utkom Fingal, ett prosaepos i 6 böcker, och 1763 Temora i 8 böcker. Den samlade upplagan av The poems of Ossian utkom 1765 och väckte oerhörd entusiasm över hela Europa, varvid den väsentligt bidrog till att väcka intresse för folkdiktningen.
Macpherson hade nämligen uttryckligen förklarat att samtliga Ossiansångerna var trogna, till och med ordagranna översättningar av forntidsdikter från 200-talet e.Kr. skapade av en keltisk skald, Ossian. Samuel Johnson förklarade att Macpherson troligen endast funnit fragment, som han använt för sina egna poetiska fantasier.
Troligen ligger det nära sanningen, annan balladdiktning om Finn-cykelns hjältar förekommer i Skottland, och Macpherson hade kommit över ett antal manuskript av dessa. Härifrån hämtade han dock troligen endast uppslag och stämningar och namn, vilka ibland missuppfattats, såsom Fingal. Då gaeliska språket på den tiden var närapå helt okänt i vidare kretsar, kunde dock ingen kontrollera saken.
Den engelska kritiken mot MacPherson uppfattades i Skottland som styrd av avund, och man begärde att originalen skulle offentliggöras för att få bort misstankarna. Då Macpherson förklarade sig inte ha råd att trycka dem, gjordes en penninginsamling av 1 200 pund sterling åt honom. Då han inte vågade avslöja sanningen, och inte kunde låta trycka de verkliga gaeliska ballader som var hans förlagor men som hans berättelse bara löst byggde på, blev han tvungen att låta översätta sina sånger till gaeliska, okunnig i gaeliska som han var. Med stor möda översatte han 8 dikter till en otymplig gaeliska utan böjningsändelser, och i stället för att använda det för i gaeliska ballader i Skottland och på Irland brukliga versmåttet skapade han ett eget versmått. Då översättningen efter Macphersons död 1807 trycktes kom det slutliga beviset på sångernas ursprung.
Efter sitt genombrott med utgivningen av sångerna ägnade sig Macpherson åt politiken, innehade flera viktiga poster och var underhusledamot 1790-96. På egen bekostnad blev han begraven i Westminster Abbey bland Storbritanniens främsta poeter.